# Alexander-Newski-Kirche (Užusaliai)

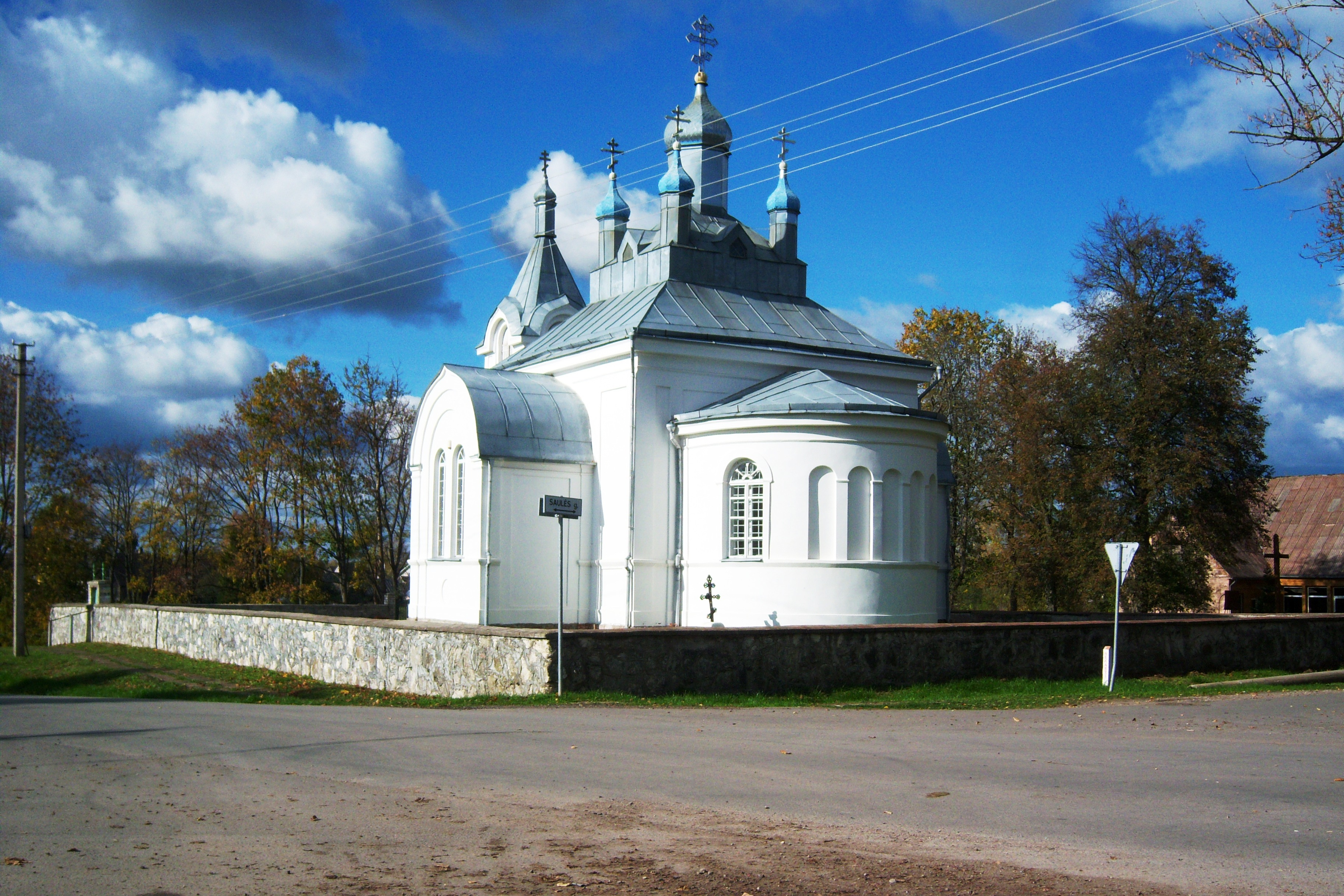
Orthodoxe Kirche Užusaliai

Kirche Užusaliai ist eine Russisch-Orthodoxe Kirche in Užusaliai (Rajongemeinde Jonava, Bezirk Kaunas, Litauen). Sie wurde 1866 von den Russen, die sich im 19. Jahrhundert hier niederließen, gebaut. Die Kirche benannte man zu Ehren von Alexander Jaroslawitsch Newski (1220–1263). Die Kirche wurde mit einigen Türmen gebaut. Užusaliai wurde zum maskolischen Kirchendorf.